# Batalla de Antukyah
La Batalla de Antukyah (o de Antakyah) se libró en 1531 entre los somalíes bajo el mando del Imán Ahmad ibn Ibrihim al-Ghazi y un ejército etíope al mando de Eslamu. Huntingford ha localizado Antukyah a 55 km al sur del lago Hayq, en las tierras altas de Etiopía.
A pesar del cuidado que Eslamu tuvo en el despliegue de su ejército que además era muy superior en número este se desmoronó cuando la artillería del Imán abrió fuego, muriendo miles de ellos en la fuga. El Futuh al-Habasha comparó el número de muertos y heridos como similares a la de la anterior batalla de Shimbra Kure.